# Climate Dynamics
Climate Dynamics ist eine begutachtete wissenschaftliche Fachzeitschrift, die seit 1986 von Springer herausgegeben wird. Die Zeitschrift erscheint einmal pro Quartal und befasst sich inhaltlich mit Dynamiken im Klimasystem. Publiziert werden Originäre Forschungsarbeiten und Reviews zu verschiedenen klimarelevanten Aspekten, unter anderem zum Verhalten von Atmosphäre, Ozeanen, Kryosphäre, der Biomasse und der Erdoberfläche und ihren jeweiligen Wechselwirkungen mit dem Klimasystem.
Der Impact Factor lag im Jahr 2016 bei 4,146, der fünfjährige Impact Factor bei 4,744. Damit lag die Zeitschrift beim zweijährigen Impact Factor auf Rang 11 von 85 Zeitschriften in der Kategorie „Meteorologie und Atmosphärenwissenschaften“ gelisteten wissenschaftlichen Zeitschriften.